# زمین‌لرزه ۱۹۸۳ شیلی
زمین‌لرزه شیلی  در تاریخ ۴ اکتبر ۱۹۸۳ میلادی، برابر با ‎۱۲ مهر ۱۳۶۲، ساعت ۱۸:۵۲:۱۳ به زمان یوتی‌سی در شیلی رخ داد. ژرفای این زلزله ۲۴٫۲ کیلومتر بود، و بزرگی آن ۷٫۶ در مقیاس Mw اعلام شده‌است. زمین‌لرزه به وقت محلی در روز سه‌شنبه، ساعت ۱۴ روی داده و منطقه زمانی آن یوتی‌سی -۴ بوده‌است (با لحاظ تغییر ساعت تابستانی).
سازمان زمین‌شناسی آمریکا نیز رومرکز این زمین‌لرزه را در مختصات ۲۶°۳۲′۰۶″جنوبی ۷۰°۳۳′۴۷″غربی / ۲۶٫۵۳۵°جنوبی ۷۰٫۵۶۳°غربی و ژرفای آن را در ۱۴ کیلومتر گزارش کرده‌است. بزرگی برگزیدهٔ این سازمان از میان بزرگی‌های محاسبه‌شدهٔ مختلف ۷٫۴ در مقیاس MS بوده و از دید اثر، در میان چهار دسته‌بندی «نامحسوس»، «محسوس»، «زیان‌آور» یا «با تلفات»، زلزله را «با تلفات» اعلام کرده‌است.رانش زمین در آن به وجود آمده‌است.سونامی نیز در این زلزله گزارش شده‌است.
پروژهٔ «تنسور گشتاور مرکزوار» زاویه‌های (راستا، شیب، ریک) گسل سازندهٔ زمین‌لرزه و صفحه عمود بر آن را (°۹، °۲۰، °۱۱۰) یا (°۱۶۸، °۷۱، °۸۳) و نوع گسل را «معکوس» فرارسانده‌است.
شمار کشتگان زلزله حدود ۵ نفر بوده‌است.تعداد زخمیان ۲۴ نفر برآورده شده‌است.